# Weberstraße 43 (Quedlinburg)

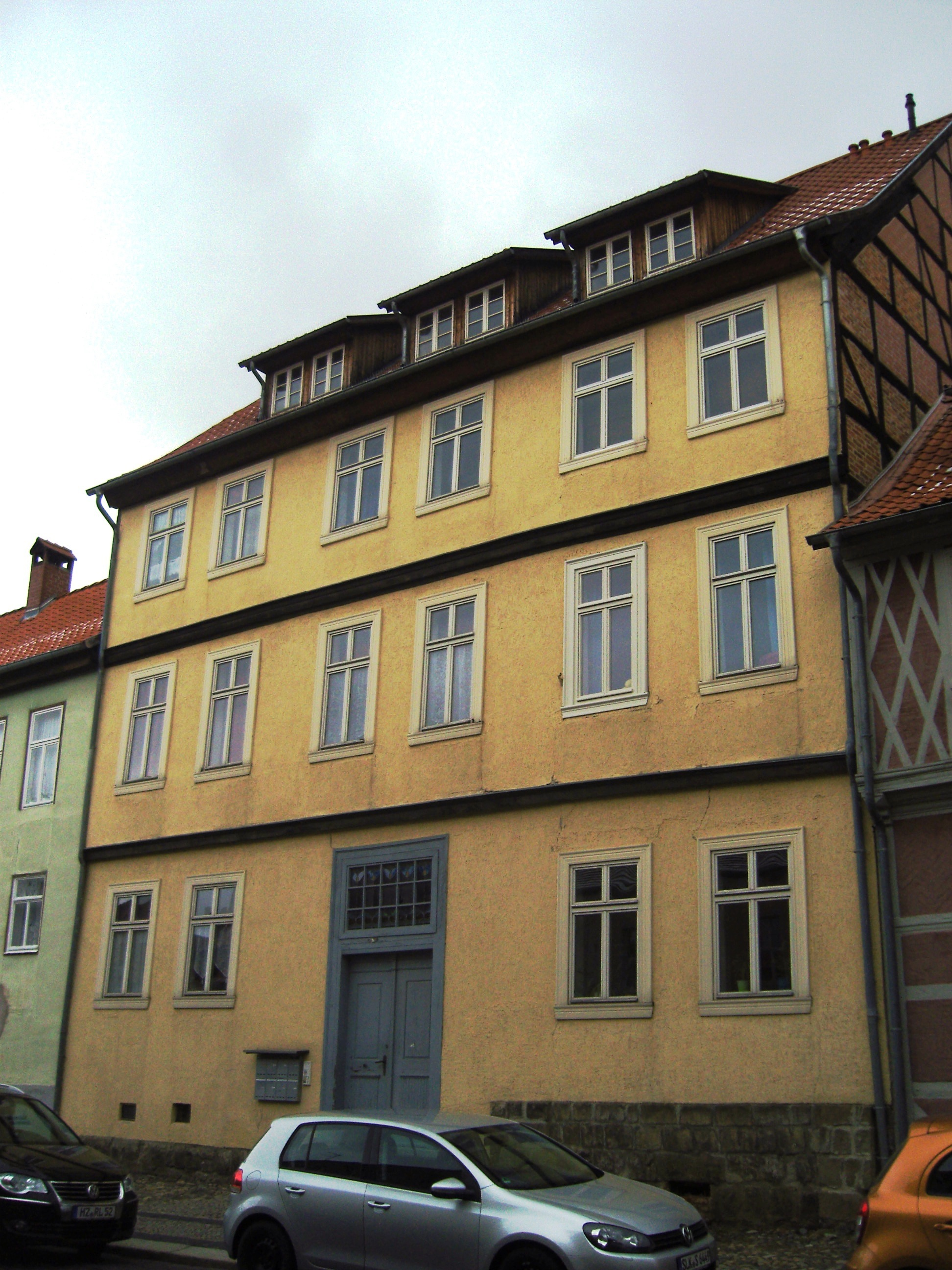
Fassade von Weberstraße 43, Zustand 2013

Weberstraße 43 ist ein denkmalgeschütztes Fachwerkhaus in der Stadt Quedlinburg in Sachsen-Anhalt.

## Lage
Das Gebäude befindet sich im nördlichen Teil der historischen Quedlinburger Neustadt an der Weberstraße. Es liegt innerhalb des UNESCO-Weltkulturerbes „Stiftskirche, Schloss und Altstadt von Quedlinburg“, das seit 1994 besteht. Im Quedlinburger Denkmalverzeichnis ist es als Wohnhaus eingetragen. Unmittelbar südlich grenzt das ebenfalls denkmalgeschützte Haus Weberstraße 44 an.

## Architektur und Geschichte
Die Entstehungszeit des dreigeschossigen Fachwerkhauses wird nach der Größe und Positionierung der Fenster auf etwa 1800 geschätzt. Die Fassade des Gebäudes ist verputzt, die oberen Stockwerke kragen jeweils leicht vor. Oberhalb der Haustür befindet sich ein mit einer Jugendstil-Verglasung verziertes Oberlicht.
Es wird vermutet, dass sich im Gebäudeinneren Reste des ehemaligen Augustinerklosters befinden.